# 女ともだち (柏原芳恵の曲)
『女ともだち』（おんなともだち）は、1986年7月30日に発売された柏原芳恵の26枚目のシングル。

## 概要
A面曲は、同年7月11日から9月26日まで放送され、柏原本人も出演したTBS系金曜ドラマ『女ともだち』の主題歌として使用された。
第28回日本レコード大賞最優秀歌唱賞ノミネート作品として選出された。

## 収録曲
全曲作詞：川村真澄 / 作曲：筒美京平 / 編曲：船山基紀
1. 女ともだち (3分45秒)
2. イチヂクは木の下で (3分39秒)